# Iris Rieg
Iris Rieg (* 18. Juni 1972 in Schwäbisch Gmünd) ist eine deutsche Kirchenmusikerin, Konzertorganistin und Komponistin.

## Leben
Nach dem Abitur studierte Rieg zunächst Schul- und katholische Kirchenmusik in Stuttgart und Detmold. Später legte sie ihr Konzertexamen und Diplom im Fach Orgel ab. Prägende Lehrer waren u. a. Bernhard Haas, Gerhard Weinberger und Renate Zimmermann.
Als Trägerin von Stipendien des DAAD und Sokrates konnte sie am Conservatoire National Supérieur de Musique et de Danse in Paris ihre Ausbildung bei Olivier Latry und Michel Bouvard vervollständigen. Verschiedene Meisterkurse runden ihre Studien ab. Daneben hat sie sich intensiv mit dem Jazz auseinandergesetzt.
Iris Rieg errang Preise bei den internationalen Orgelwettbewerben in Fürth, Laubach, Linz und Brixen.
Zwischen 2003 und 2011 bekleidete sie Kirchenmusikstellen in Düsseldorf und im Seelsorgebereich des Kölner Westens. Seit 2011 ist sie als freiberufliche Dozentin, Organistin, Pianistin und Pädagogin tätig. Schwerpunkte ihres Repertoires sind die Werke Johann Sebastian Bachs, Max Regers, aber auch die der französischen symphonischen Orgelliteratur.
Als Organistin und Improvisatorin führte sie ihre Konzerttätigkeit z. B. nach Paris (Notre Dame), Brixen (Dom), Köln (Dom), Berlin (Dom).
Sie ist als Dozentin an der Erzbischöflichen Musikschule des Kölner Domchores tätig und hat seit 2012 Lehraufträge an der Universität zu Köln.

## Diskographie (Auswahl)
- "Today…Organ works"
- Orgeltanz
- OHO (Orgel, Heckelphon, Oboe)
- Weihnachten in New York

## Werke (Auswahl)
- Die Pferde auf dem Turme (Kindermusical, Text: Petra Dropmann)
- Aus tiefer Not schrei' ich zu dir, Brühl (Köln): Kistner & Siegel, 2016
- Herr, ich bin dein Eigentum, Brühl (Köln): Kistner & Siegel, 2016
- Misa ritmica für Chor (SATB), Tamburin, Celesta, Klavier und Kontrabass, München: Strube-Verlag GmbH, 2024